# Кузьминов, Леонид Матвеевич
Леонид Матвеевич Кузьминов (18 апреля 1932, Янгиюль, Ташкентская область — 29 декабря 2016, Москва, Россия) — священнослужитель Русской православной церкви (РПЦ), митрофорный протоиерей, с 1981 года настоятель храма святителя Николая на Преображенском кладбище в Москве.
Являлся председателем «Совета православных церковных приходов Преображенского монастыря».
До 1981 года восемь лет был настоятелем Успенского храма Новодевичьего монастыря в Москве — в те годы второго по значимости собора РПЦ после Елоховского кафедрального собора.
В 1980-х годах являлся секретарём хозяйственного управления Московской патриархии, руководимого тогда митрополитом Воронежским и Липецким Мефодием.

## Биография
Родился  в среднеазиатском городе Янгиюль, расположенном в 30 км от города Ташкент.
В 1950 году окончил среднюю школу.
В 1947—1953 годах штатный псаломщик Храма в честь иконы Божией Матери «Взыскание погибших» города Янги-Юль Ташкентской епархии.
В 1953 году окончил Московскую духовную семинарию, причём поступал в только-что восстановленную в Троице-Сергиевой Лавре МДАиС, которая возвращена была в Лавру в 1949 году.
После окончания семинарии поступил в Ленинградскую Духовную Академию, в 1956 году перешёл на заочное отделение Академии.
10 февраля 1955 года женился.
13 марта 1955 года рукоположён в сан диакона высокопреосвященным Макарием (Даевым), архиепископом Можайским в храме Ризоположения на Донской.
20 марта 1955 года рукоположён в сан пресвитера тем же архиереем, и митрополитом Крутицким и Коломенским Николаем (Ярушевичем) назначен служить в храме пророка Илии города Серпухов.
Первые 1,5 года служил на приходе в городе Серпухове Московской области.
22 декабря 1956 года, по ходатайству архимандрита Никодима (Ротова), указом святейшего патриарха Алексия I был переведён на служение в Успенский храм Новодевичьего монастыря в Москве при настоятеле собора протоиерее Викторе Жукове, где прослужил 25 лет.
В 1960 году награждён золотым наперсным крестом.
В 1961 году окончил Ленинградскую духовную академию.
В этот период стал сотрудником Отдела внешних церковных сношений (ОВЦС).
За время работы в ОВЦС часто бывал в зарубежных командировках, неоднократно посетив: Австрию, Болгарию, Германию, Индию, Сингапур, США, Филиппины, Японию.
Был также с паломническими поездками в Иерусалиме на Святой земле.
Участвовал в деятельности Издательского совета РПЦ, размещавшегося тогда на территории Новодевичьего монастыря.
В 1965 году возведён в чин протоиерея.
В 1974 году, после кончины протоиерея Николая Никольского, стал настоятелем Успенского храма Новодевичьего монастыря в Москве — в те годы второго по значимости собора РПЦ после Елоховского кафедрального собора.
Тогда же, в 1974 года был удостоен права ношения креста с украшениями.
В 1975 году посетил Святую гору Афон в Греции будучи участником одной из первых делегаций в Русский Свято-Пантелеимонов монастырь после революции 1917 года организованных митрополитом Никодимом (Ротовым) для возрождения русского монашества на Афоне.
6 февраля 1981 года был назначен настоятелем храма свт. Николая на Преображенском кладбище в Москве.
И тогда же, в 1981 году был награждён правом ношения митры.
Назначение отца Леонида настоятелем храма на Преображенском кладбище состоялось после того как из-за ряда недоразумений у отца Леонида назрел конфликт с митрополитом Крутицким Ювеналием (Поярковым), чей секретариат находился на территории Новодевичьего монастыря. Но интересен тот факт, что вскоре после ухода отца Леонида из Новодевичьего монастыря митрополит Ювеналий был отстранён от руководства Отделом внешних церковных связей Московского патриархата.
В 1980-х годах будучи секретарём Хозяйственного управления Московской Патриархии активно участвовал в подготовке празднования юбилея 1000-летия Крещения Руси.
Затем в 1988 году участвовал в работе Поместного собора Русской православной церкви, ввиду болезни основного докладчика — митрополита Воронежского и Липецкого Мефодия (Немцова), выступив с докладом «Хозяйственная деятельность Русской Православной Церкви от древности до наших дней (988—1988)».
В 1985 году был удостоен права служения с отверстыми Царскими вратами до «Херувимской песни», а в 1988 году правом служения с отверстыми Царскими вратами до пения молитвы «Отче наш».
За время своего 25-летнего служения в Смоленском соборе Новодевичьего монастыря, в котором регулярно служили архиереи, и работе в различных отделах Московской Патриархии лично познакомился со многими архиереями РПЦ. Был лично знаком с почившим патриархом Алексием II. Также много лет в ОВЦС работал под непосредственным руководством митрополита Кирилла (Гундяева) — нынешнего патриарха Московского и всея Руси.
24 августа 1993 года был назначен и. о. настоятеля Патриаршего подворья при храме Успения Пресвятой Богородицы на Чижевском подворье.
1 августа 2016 года был освобождён от должности и. о. настоятеля Патриаршего подворья при храме Успения Пресвятой Богородицы на Чижевском подворье, с выражением благодарности за понесенные труды по его воссозданию, благоукрашению и становлению литургической жизни. За прошедшие 23 года отец Леонид полностью восстановил данный храм и в нём велись регулярные богослужения.
Более 35 лет нёс служение настоятеля храма свт. Николая на Преображенском кладбище в Москве.
29 декабря 2016 года протоиерей Леонид скончался на 85-м году жизни от тяжёлой болезни в Москве.
31 декабря 2016 года состоялась заупокойная Божественная Литургия, которую возглавил архимандрит Филарет (Булеков), затем литию у гроба почившего совершил первый викарий Святейшего Патриарха по городу Москве митрополит Истринский Арсений, а отпевание совершил управляющий Восточным викариатством епископ Орехово-Зуевский Пантелеимон в сослужении 20 священников. Погребение отца Леонида состоялось на Преображенском кладбище в Москве.

## Интересные факты
- В номере от 13 ноября 2008 года газеты «Известия» была опубликована статья «Портрет эпохи»[8] об известном фотокорреспонденте Смирнове С. И. сопровождаемая рядом фотографий, на одной из которых запечатлён протоиерей Леонид Кузьминов, благословляющий известного французского композитора Поля Мориа — подпись под фотографией гласит: «Французский композитор Поль Мориа в Новодевичьем монастыре. Москва. 1978»[9].

## Награды

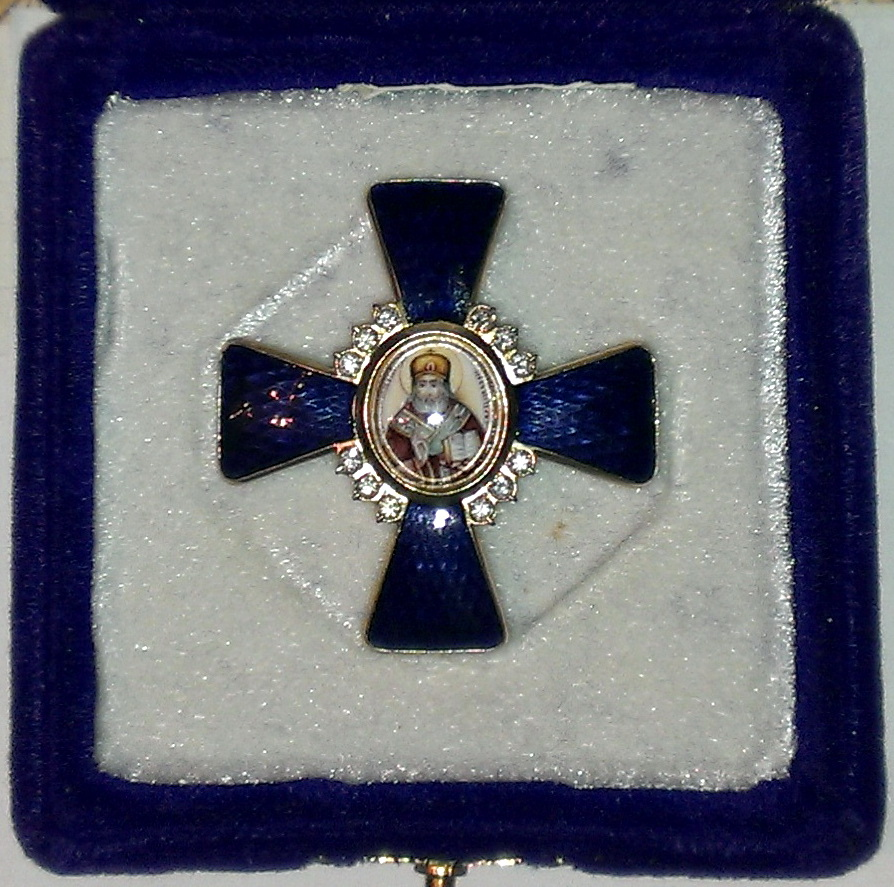
Орден святителя Иннокентия, митрополита Московского и Коломенского II степени

- Медаль ордена «За заслуги перед Отечеством» II степени (6 октября 1997) — за большой вклад в укрепление экономики, развитие социальной сферы и в связи с 850-летием основания Москвы[10]
- Награждён 9-ю различными орденами Русской Православной Церкви и орденами других поместных Православных Церквей.
- Право ношение митры (1981).

Последние ордена были вручёны:
- Орден святого равноапостольного великого князя Владимира III степени;
- Орден святого равноапостольного великого князя Владимира II степени;
- Орден преподобного Сергия Радонежского III степени;
- Орден преподобного Сергия Радонежского II степени;
- Орден святого благоверного князя Даниила Московского III степени;
- Орден святого благоверного князя Даниила Московского II степени;
- Орден преподобного Серафима Саровского II степени;
- Орден святителя Иннокентия митрополита Московского и Коломенского III степени (16 мая 2010 года);
- Орден святителя Иннокентия митрополита Московского и Коломенского II степени (во внимание к миссионерским трудам и в связи с 80-летием, 15 апреля 2012 года).

## Публикации
- Об основах общехристианского единения // Журнал Московской Патриархии. 1963. — № 10. — С. 42-49.
- «Духовна култура», 1963, # 1-10 (орган Болгарской Православной Церкви) // Журнал Московской Патриархии. 1964. — № 3. — С. 76-77.
- «Во успении мира не оставила еси…» // Журнал Московской Патриархии. 1964. — № 8. — С. 30-31.
- Поучение в праздник Введения во храм Пресвятой Богородицы // Журнал Московской Патриархии. 1964. — № 11. — С. 26-27.
- «Духовна култура», 1963, # 11-12; 1964, # 1-4 (орган Болгарской Православной Церкви) // Журнал Московской Патриархии. 1964. — № 11. — С. 78-79.
- Проповедь в Неделю о блудном сыне // Журнал Московской Патриархии. 1965. — № 2. — С. 42-44.
- Протоиерей Николай Семенович Никольский [некролог] // Журнал Московской Патриархии. 1975. — № 1. — С. 31-32. (соавтор: В. Русак)
- В гостях у Эфиопской Церкви // Журнал Московской Патриархии. 1976. — № 2. — С. 56-60.
- Паломничество во Святую Землю // Журнал Московской Патриархии. 1976. — № 10. — С. 13-18.
- В гостях у христиан Японии и на Филиппинах // Журнал Московской Патриархии. 1977. — № 3. — С. 16-17. (соавтор: протодиак. Н. Дмитриев)
- В гостях у христиан Японии и на Филиппинах // Журнал Московской Патриархии. 1977. — № 4. — С. 16-18. (соавтор: протодиак. Н. Дмитриев)
- Христиане Филиппин — гости Русской Православной Церкви // Журнал Московской Патриархии. 1979. — № 1. — С. 65-67.
- Визит паломников Японской Православной Церкви // Журнал Московской Патриархии. 1979. — № 6. — С. 12-13.
- Праздник Смоленской иконе Божией Матери «Одигитрии» в Новодевичьем монастыре в Москве // Журнал Московской Патриархии. 1979. — № 10. — С. 11-13.
- Гости из Дании в Советском Союзе // Журнал Московской Патриархии. 1981. — № 2. — С. 60-64.
- Визит Католикоса-Патриарха Ассирийской Церкви // Журнал Московской Патриархии. 1982. — № 12. — С. 121—122.
- Христиане из Советского Союза в Японии // Журнал Московской Патриархии. 1983. — № 6. — С. 58-60.
- Мосты дружбы // Журнал Московской Патриархии. 1985. — № 2. — С. 48-50.